# 北譙郡 (北魏)
北譙郡，中國北魏時設置的僑郡。

## 沿革
北魏宣武帝永平元年（508年），分梁郡僑置北譙郡（今安徽省寿县东南），屬揚州。
梁武帝普通七年（526年），剋北魏壽陽城，改其揚州為豫州，北譙郡仍屬之，領北譙、蒙二縣。太清元年（547年），改豫州為南豫州。
東魏孝靜帝武定六年（548年），因侯景之亂取南梁豫州，復為揚州，北譙郡仍屬之，廢蒙縣，置安陽縣。至此，北譙郡領安陽、北譙二僑縣。北齊文宣帝天保七年（556年），安陽縣併入北譙縣。至此，北譙郡僅領北譙一縣。
陳宣帝太建五年（573年）北伐，取北齊揚州，復為豫州，北譙郡仍屬之，廢安陽縣，復置蒙縣。至此，北譙郡領北譙、蒙二僑縣。
北周靜帝大象元年（579年），取南陳豫州，復為揚州，北譙郡仍屬之。
隋文帝開皇三年（583年），廢北譙郡及其領縣入壽春縣，直屬揚州。

## 太守
- 裴子烈，字大士，河東聞喜人，陳宣帝太建中在任。[4]